# Библиотека Радзивиллов

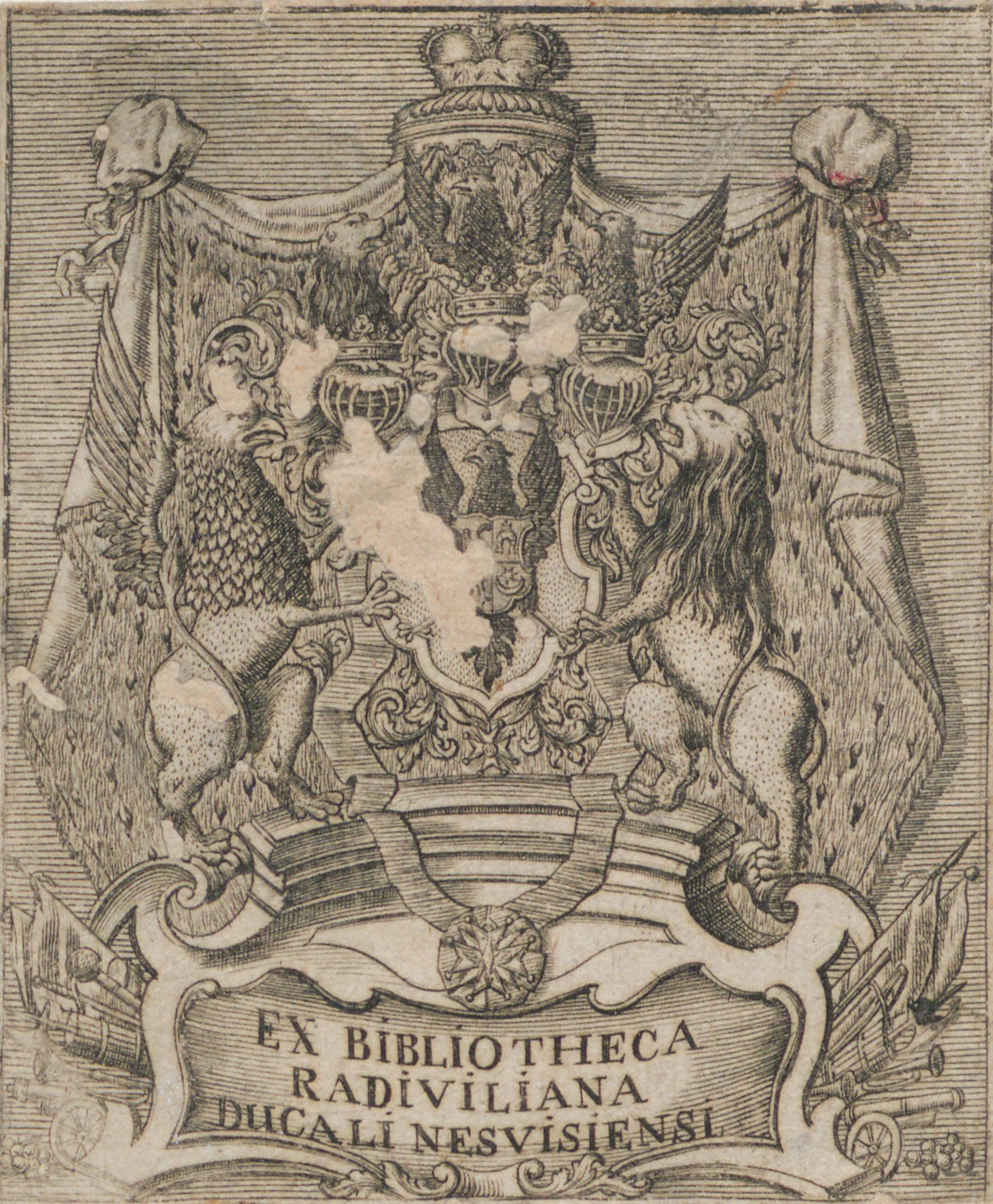
Экслибрис Несвижской библиотеки, Гирш Лейбович

Библиотека Радзивиллов в Несвиже — крупнейшая частная библиотека Речи Посполитой.

## История
Основана в XVI веке Николаем Радзивиллом Чёрным, который использовал широкие культурные связи для получения книг из типографий Европы. В библиотеку также поступали книги из личных типографий, основанных им в Несвиже и Бресте. Фонд библиотеки увеличил его сын Николай Христофор Сиротка. Во время получения образования за рубежом он присылал в Несвиж много книг. В библиотеку Радзивиллов поступила коллекция книг Анны Радзивилл с Сангушков, предводителя Флеминга. Первый каталог библиотеки составлен в середине XVII века Альбрехтом Радзивиллом. В 1670-е годы сделан 1-й экслибрис. В середине XVIII века библиотека насчитывала около 9 тысяч томов, в 1772 году — более 20 тысяч томов в том числе инкунабулы, палеотипы, античную и ренессансную литературу, исторические и юридические издания, полемические реформационные произведения, также так называемый Радзивилловский летопись. Реестры библиотеки свидетельствуют о том, что наряду с официальными государственными и церковными материалами в ней хранились и запрещенные издания — работы Вольтера, Жана Бодена, Эразма Роттердамского, античные произведения с комментариями или переводах запрещенных католической церкви авторов. В фондах библиотеки хранились и предметы искусства, большая коллекция древних монет, гетманской булавы. Книги несвижской библиотеки были доступны для широкого пользования. По мнению исследователей, «оставшиеся на книгах многие метки» (маргиналии, экслибрисы, печати-штемпели) подчеркивают интерес к библиотеке как к книгохранилищу. Библиотека имела большой рукописный фонд. Официально называлась библиотекой Ординации. Книги были на таких языках, как: латинский, греческий, польский, русский, немецкий, французский. Известна конфискация 1772 г., когда российский генерал А. Бибиков вывез из Несвижа 14 тысяч книг (не считая карт, планов). Все это доставили в Санкт-Петербург, в Академию наук. В XIX в. владельцы Несвижского замка создали новую библиотеку, где архивариусами и библиотекарями работали В. Сырокомля, М. Малиновский, Михал Богуш-Шишко. В 1864 в библиотеку поступили книги из закрытых в Несвиже монастырей бернардинцев и бенедиктинок. В 1880 году Антон и Мария Радзивиллы перевезли из Берлина библиотеку, которая стала главной частью нового Несвижского собрания книг и имела отдельный экслибрис. Во время Первой мировой войны библиотека была разграблена, остатки её в 1940 переданы в АН БССР. Во время Великой Отечественной войны перевезена в Германию, в 1945—1946 разрозненные части её возвращен в Белоруссию и хранятся в Минске в Центральной научной библиотеки им. Я.Коласа Национальной академии наук Беларуси, Национальной библиотеке Беларуси, Президентской библиотеке Республики Беларусь (97 изданий), Национальном архиве Республики Беларусь. За пределами страны издания из библиотеки Несвижской ординации князей Радзивиллов находятся в Хельсинки, Киеве, Вильнюсе, Варшаве.
В 2009 году библиотека включена в список объектов наследия проекта Память мира для региона «Европа и Северная Америка».

## Каталог «Библиотека Радзивиллов Несвижской ординации»

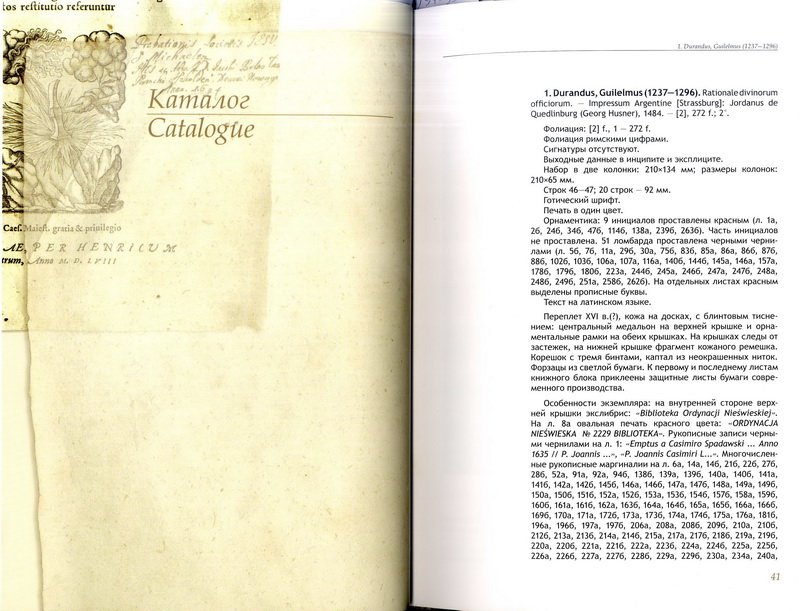
Внешний вид печатного каталога

Данный каталог открывает серию каталогов, отражающих состав книжной коллекции князей Радзивиллов Несвижской ординации из фондов Центральной научной библиотеки имени Якуба Коласа Национальной академии наук Беларуси (ЦНБ НАН Беларуси), и представляет 27 изданий XV-XVI вв., Расположенных в хронологической последовательности.
Идентификация экземпляров осуществлялась de visu c помощью известных библиографических справочников, каталогов, в отдельных случаях — с привлечением некоторых Интернет-ресурсов. В характеристике экземпляров представлено пагинация / фолиация с указанием в квадратных скобках ненумерованных страниц или листов, приведены сигнатуры, отмечено наличие кустод, колофонов, колонтитулов, издательской марки, орнаментики и других элементов книжного оформления; дано подробное описание обложек; приводятся сведения о сохранности книг.

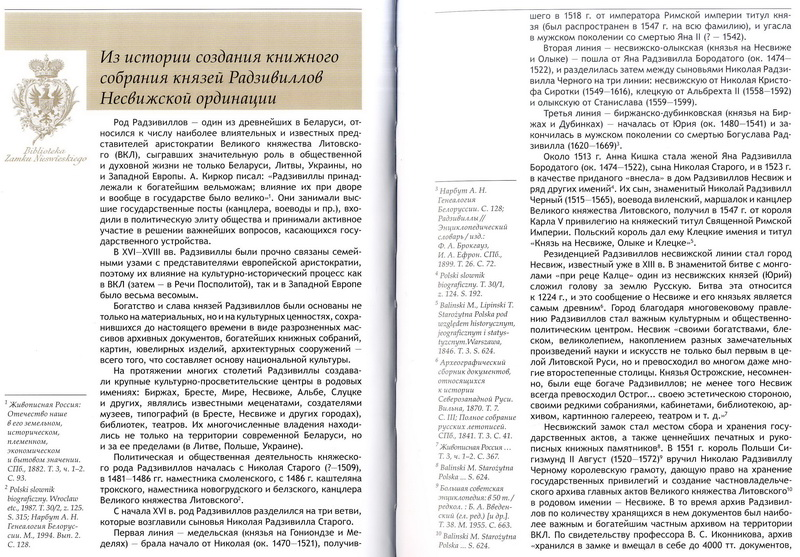
Вступительный статья к каталогу

Вступительный статья к каталогу на двух языках: русском и английском. Посвящена истории формирования и развития библиотек Радзивиллов Несвижской ординации начиная с XVI в. и до первой половины XX в.